# シモフリタナバタウオ
シモフリタナバタウオ(学名:calloplesiops altivelis)は、スズキ目タナバタウオ科に分類される魚類の一種。

## 分布
日本では南日本、南西諸島に分布する。紅海、東アフリカからトンガ、ライン諸島にかけての太平洋西部〜東部、インド洋に広く分布する。

## 形態
体長は20cm。体は細長く、著しく側扁している。各鰭は大きく、尾びれは菱型で後縁は尖っている。体色は暗褐色で、小さな薄青色の丸い斑が多数見られ、胸鰭以外の各鰭にも同じ斑が散在している。胸鰭鰭条は黄色で、鰭膜は透明。背鰭は11棘8-10軟条、臀鰭は3棘9軟条で構成される。また、背鰭軟条部の後縁辺りには、ウツボの眼に似せた、目玉のような模様を持っており、敵に襲われないために、ハナビラウツボというウツボに擬態する。やや大きい櫛鱗を持つ。

## 生態
通常水深3-45mのサンゴ礁や礁湖に生息する。昼間は岩棚の下や海中洞窟などの物陰で見られることが多い。普段は単独で生活し、夜間に小魚やエビ類を捕食する。横向きに泳いで獲物の目を欺く。危険が迫ると穴の中に入って体後部を外に出すことで、ウツボに擬態する。
産卵期は夏で、メスが粘着性のある卵塊を岩の下に産み付け、孵化までオスが守る。

## 人間との関係
食用にされることはないが、独特の体つきをしているため、観賞魚として飼育されることがある。飼育下では生き餌を与える。飼育下での繁殖は成功している。